# Doke Schmidt
Doke Schmidt (Heerenveen, 7 april 1992) is een Nederlands voetballer die bij voorkeur als verdediger speelt. Hij debuteerde in het seizoen 2011/12 in de Eredivisie voor sc Heerenveen.

## Carrière

### SC Heerenveen
Schmidt begon met voetballen bij vv Heerenveense Boys, waarna hij in 2003 werd toegelaten bij de jeugdopleiding van sc Heerenveen. Hier doorliep hij alle jeugdelftallen. In het seizoen 2010/11 startte Schmidt in de A1, maar werd hij in de winterstop doorgeschoven naar de beloften.
Gedurende de voorbereiding op het seizoen 2011/12 werd Schmidt samen met twee andere beloften betrokken hij het eerste elftal. Na twee weken zouden de talenten weer aansluiten bij Jong sc Heerenveen. Schmidt beviel hoofdtrainer Ron Jans dermate goed dat hij de verdediger langer bij de selectie van het eerste team hield. Dit resulteerde in zijn professionele debuut in een competitiewedstrijd tegen N.E.C., waarin hij in de negentigste minuut Filip Đuričić verving. De wedstrijd erna maakte hij tegen Ajax zijn basisdebuut, ter vervanging van de geblesseerde Daryl Janmaat. In een uitwedstrijd tegen Feyenoord kwam Schmidt de defensie versterken na een rode kaart van Ramon Zomer. Na twee minuten en 29 seconden kon Schmidt zelf echter ook vertrekken na een charge op Ruben Schaken. Dit kwam hem op een schorsing van vier wedstrijden te staan, waarvan één voorwaardelijk. Na de schorsing stond hij dat seizoen verschillende keren in de basis wegens een langdurige blessure van Janmaat.
Heerenveen verhuurde Schmidt gedurende het seizoen 2013/14 aan Go Ahead Eagles, waarvoor hij dat jaar zijn eerste doelpunt in de Eredivisie maakte. Nadat hij terugkeerde bij Heerenveen, speelde hij in 2014/15 in 22 competitiewedstrijden voor de club. Op 4 april 2015 liep hij uit bij NAC Breda een enkelblessure op. Die zorgde ervoor dat hij in het seizoen 2015/16 geen minuut kon spelen. Heerenveen verlengde Schmidts contract in juni 2016 tot medio 2017. Schmidt kon echter nooit de onomstreden eerste rechtsback worden bij Heerenveen, waar hij 85 wedstrijden voor speelde en één doelpunt maken. In de zomer van 2019 liep zijn contract af.

### SC Cambuur
In de zomer van 2019 sloot Schmidt aan bij provinciegenoot en rivaal SC Cambuur, op dat moment uitkomend in de Eerste Divisie. Dat seizoen stond Cambuur vrijwel constant eerste, maar door de coronapandemie besloot de KNVB de Nederlandse competities stil te leggen. Cambuur werd dus veroordeeld tot nog een jaar eerste divisie-voetbal, maar dit jaar werd Cambuur zo mogelijk nog overtuigender kampioen. Schmidt speelde in het kampioensjaar 37 van de 38 wedstrijden mee. Ook het jaar erop in de Eredivisie was hij een vaste waarde als rechtsback. In zijn eerste weerzien met Heerenveen op 19 december 2021 pakte Schmidt na twaalf minuten een rode kaart. Vanaf de tribune zag hij de derby vervolgens met 2-1 verloren gaan.

## Carrièrestatistieken
| Seizoen                        | Club              | Competitie      | Competitie | Competitie | Beker | Beker | Internationaal | Internationaal | Overig | Overig | Totaal | Totaal |
| Seizoen                        | Club              | Competitie      | Wed.       | Dlp.       | Wed.  | Dlp.  | Wed.           | Dlp.           | Wed.   | Dlp.   | Wed.   | Dlp.   |
| ------------------------------ | ----------------- | --------------- | ---------- | ---------- | ----- | ----- | -------------- | -------------- | ------ | ------ | ------ | ------ |
| 2011/12                        | sc Heerenveen     | Eredivisie      | 17         | 0          | 1     | 0     | 0              | 0              | 0      | 0      | 18     | 0      |
| 2012/13                        | sc Heerenveen     | Eredivisie      | 1          | 0          | 1     | 0     | 0              | 0              | 0      | 0      | 2      | 0      |
| 2013/14                        | → Go Ahead Eagles | Eredivisie      | 27         | 2          | 2     | 1     | 0              | 0              | 0      | 0      | 29     | 3      |
| 2014/15                        | sc Heerenveen     | Eredivisie      | 22         | 0          | 1     | 0     | 0              | 0              | 0      | 0      | 23     | 0      |
| 2015/16                        | sc Heerenveen     | Eredivisie      | 0          | 0          | 0     | 0     | 0              | 0              | 0      | 0      | 0      | 0      |
| 2016/17                        | sc Heerenveen     | Eredivisie      | 11         | 1          | 1     | 0     | 0              | 0              | 2      | 0      | 14     | 1      |
| 2017/18                        | sc Heerenveen     | Eredivisie      | 14         | 0          | 1     | 0     | 0              | 0              | 0      | 0      | 15     | 0      |
| 2018/19                        | sc Heerenveen     | Eredivisie      | 13         | 0          | 0     | 0     | 0              | 0              | 0      | 0      | 13     | 0      |
| 2019/20                        | SC Cambuur        | Eerste Divisie  | 15         | 0          | 2     | 0     | 0              | 0              | 0      | 0      | 17     | 0      |
| 2020/21                        | SC Cambuur        | Eerste Divisie  | 37         | 0          | 1     | 0     | 0              | 0              | 0      | 0      | 38     | 0      |
| 2021/22                        | SC Cambuur        | Eredivisie      | 30         | 0          | 2     | 0     | 0              | 0              | 0      | 0      | 32     | 0      |
| 2022/23                        | SC Cambuur        | Eredivisie      | 9          | 0          | 1     | 0     | 0              | 0              | 0      | 0      | 10     | 0      |
| Carrière totaal                | Carrière totaal   | Carrière totaal | 196        | 3          | 13    | 1     | 0              | 0              | 2      | 0      | 211    | 4      |
| Bijgewerkt op 21 december 2022 |                   |                 |            |            |       |       |                |                |        |        |        |        |